# Benjamin Schröder
Benjamin Georg Schröder (* 28. August 2003 in München) ist ein deutscher Basketballspieler, der seit 2024 beim Bundesligisten Basketball Löwen Braunschweig unter Vertrag steht. Schröder ist 2,04 m groß, spielt als Shooting Guard und wurde in seiner Jugend dreimal Deutscher Meister.

## Laufbahn
Benjamin Schröder begann seine basketballerische Laufbahn in der Jugend des FC Bayern München. Er errang zweimal mit der U14 und einmal mit der U16 (JBBL) die Deutsche Meisterschaft.
In der Saison 2020/21 gab Schröder mit 17 Jahren seinen Einstand in der 2. Bundesliga ProB, in der er mit einer Doppellizenz für den TSV Oberhaching-Deisenhofen antrat.
In seiner vorerst letzten Saison in Deutschland in den Jahren 2021/22 spielte Schröder in der Nachwuchs-Basketball-Bundesliga-Mannschaft (NBBL) der Internationalen Basketballakademie München (IBAM). Er erzielte dort als bester Korbschütze seiner Mannschaft im Schnitt 27 Punkte, 7,5 Rebounds und 3,8 Assists pro Spiel. Für seine Leistungen wurde er von der Liga als wertvollster Spieler der Saison ausgezeichnet.
Trotz Angeboten von deutschen und europäischen Profivereinen entschied sich Schröder im Oktober 2021 dazu, ein Angebot der University of Oklahoma aus den Vereinigten Staaten anzunehmen. Die University of Oklahoma hatte neben weiteren US-Hochschulen ein Angebot für die Spielzeit 2022/23 unterbreitet und Schröder, der als eines der größten Talente in seinem Jahrgang in Europa galt, entschied sich für Oklahoma. Unmittelbar nach dem Ende der Saison entschied sich Schröder zu einem Wechsel an die George Washington University. Für die Hochschulmannschaft bestritt er 20 Einsätze und erzielte im Durchschnitt 4,2 Punkte je Begegnung.
Im Juni 2024 wurde sein Wechsel zum Bundesligisten Basketball Löwen Braunschweig vermeldet.

### Nationalmannschaft
Benjamin Schröder gab seinen Einstand im Trikot der Deutschen Jugend-Nationalmannschaft am 28. Juni 2019: In einem EM-Vorbereitungsspiel bezwang Deutschland den späteren Vize-Europameister Frankreich, und Schröder erzielte in seinem ersten Länderspiel 21 Punkte. Im Sommer 2019 gehörte er zum Aufgebot der deutschen U16-Auswahl, die an der Europameisterschaft in Udine teilnahm. Mit der deutschen U18-Nationalmannschaft erreichte er im Sommer 2021 den dritten Platz im FIBA-Challenger-Turnier in Skopje.
Schröder war mit einem Punkteschnitt von 17,2 Punkten beim FIBA-Challenger-Turnier 2021, 11,4 Punkten bei der Europameisterschaft 2019 in Udine in beiden Turnieren jeweils bester Korbschütze der deutschen Nationalmannschaft. Mit einer Wurfquote von 70,7 % war er beim FIBA-Challenger-Turnier 2021 auch der sicherste Werfer des Turniers.
Bei der U20-Europameisterschaft im Sommer 2023 erreichte er mit Deutschland den sechsten Platz, Schröder führte sein Land bei dem Turnier mit einem Mittelwert von 15,6 Punkten je Begegnung an. Im letzten Gruppenspiel am 16. Juli 2023 gegen Serbien erzielte Schröder mit 24 Punkten seine bisherige Bestleistung in einem Jugendländerspiel. Für seine Leistungen bei der U20-Europameisterschaft im Sommer 2023 wurde Schröder vom Fachportal Eurobasket.com unter die zehn besten Spieler des Turniers gewählt.
Schröder war damit jeweils der beste deutsche Korbschütze in den europäischen Wettbewerben der Jugendnationalmannschaften des DBB in den Jahrgängen U16, U18 und U20.
Im Sommer 2024 wurde Schröder in die deutsche A2-Nationalmannschaft berufen.

## Statistiken
| Legende | Legende                                        | Legende | Legende                                                     | Legende | Legende                                          |
| ------- | ---------------------------------------------- | ------- | ----------------------------------------------------------- | ------- | ------------------------------------------------ |
| GP      | Absolvierte Spiele (Games played)              | GS      | Spiele von Beginn an (Games started)                        | MPG     | Absolvierte Minuten pro Spiel (Minutes per game) |
| FG%     | Wurfquote aus dem Feld (Field-goal percentage) | 3P%     | Wurfquote Drei-Punkte-Würfe (3-point field-goal percentage) | FT%     | Freiwurfquote (Free-throw percentage)            |
| RPG     | Rebounds pro Spiel (Rebounds per game)         | APG     | Assists pro Spiel (Assists per game)                        | SPG     | Steals pro Spiel (Steals per game)               |
| BPG     | Blocks pro Spiel (Blocks per game)             | PPG     | Punkte pro Spiel (Points per game)                          | FETT    | Karriere-Bestmarke                               |

### NBBL

#### Hauptrunde
| Saison  | Team         | GP | GS | MPG  | FG % | 3P % | FT % | RPG | APG | PPG   |
| ------- | ------------ | -- | -- | ---- | ---- | ---- | ---- | --- | --- | ----- |
| 2021–22 | IBAM München | 12 | 12 | 31.6 | .59  | .25  | .724 | 7,5 | 3,8 | 26.75 |

### Nationalmannschaft
| Saison | Team | GP | GS | MPG  | FG %  | FT % | RPG | APG | PPG  |
| ------ | ---- | -- | -- | ---- | ----- | ---- | --- | --- | ---- |
| 2019   | U 16 | 7  | 1  | 20.6 | .49,2 | .571 | 2.9 | 1.1 | 11.4 |
| 2021   | U 18 | 5  | 0  | 23.4 | .70,7 | .59  | 5.8 | 2.4 | 16.6 |
| 2023   | U 20 | 7  | 7  | 26.1 | .39,4 | .75  | 4.4 | 2.3 | 15.6 |

Quellen: 

## Erfolge und Auszeichnungen

### Als Nationalspieler
- Dritter Platz beim FIBA European Challenger 2021[23]

### Als Vereinsspieler
- Deutscher Meister U16: 2019[24]
- Deutscher Meister U14: 2017[25]
- Deutscher Meister U14: 2016[26]

### Auszeichnungen
- NBBL Most Valuable Player (MVP): 2022[27]
- JBBL-Top 4 Most Valuable Player (MVP): 2019[28]
- FIBA U18 European Challenger, Outstanding Player: 2021[29]
- Eurobasket.com All-NBBL Awards, Player of the Year, 2022[30]
- Eurobasket.com All-NBBL Awards, First Team, 2022[30]
- Eurobasket.com All-FIBA U20 European Championship Second Team 2023[17]